# Out of the Furnace
Out of the Furnace (bra: Tudo por Justiça; prt: Para Além das Cinzas) é um filme estadunidense de 2013 dirigido por Scott Cooper, com roteiro de Cooper e Brad Ingelsby. Produzido por Ridley Scott e Leonardo DiCaprio da Relativity Media. O filme é estrelado por Christian Bale, Casey Affleck, Woody Harrelson, Zoe Saldana, Forest Whitaker, Willem Dafoe e Sam Shepard. O filme teve um lançamento limitado nos cinemas de Los Angeles e Nova Iorque em 4 de dezembro de 2013, seguido por uma estreia nacional em 6 de dezembro.

## Sinopse
Russell Baze (Christian Bale) tem um irmão mais novo Rodney (Casey Affleck). Ambos vivem em Rust Belt, uma área desindustrializada com a maior taxa de desemprego dos Estados Unidos. Russell trabalha em uma fábrica enquanto seu irmão Rodney não quer dar continuidade ao trabalho da família e se dedica às lutas de rua, que consegue através de John Petty (Willem Dafoe) que está cansado de levar lutas de Rodney porque toda vez que acaba ganhando, aí um dia Harlan DeGroat (Woody Harrelson) entra em suas vidas para lhes dar uma volta de 180 graus.

## Elenco
- Christian Bale como Russell Baze.

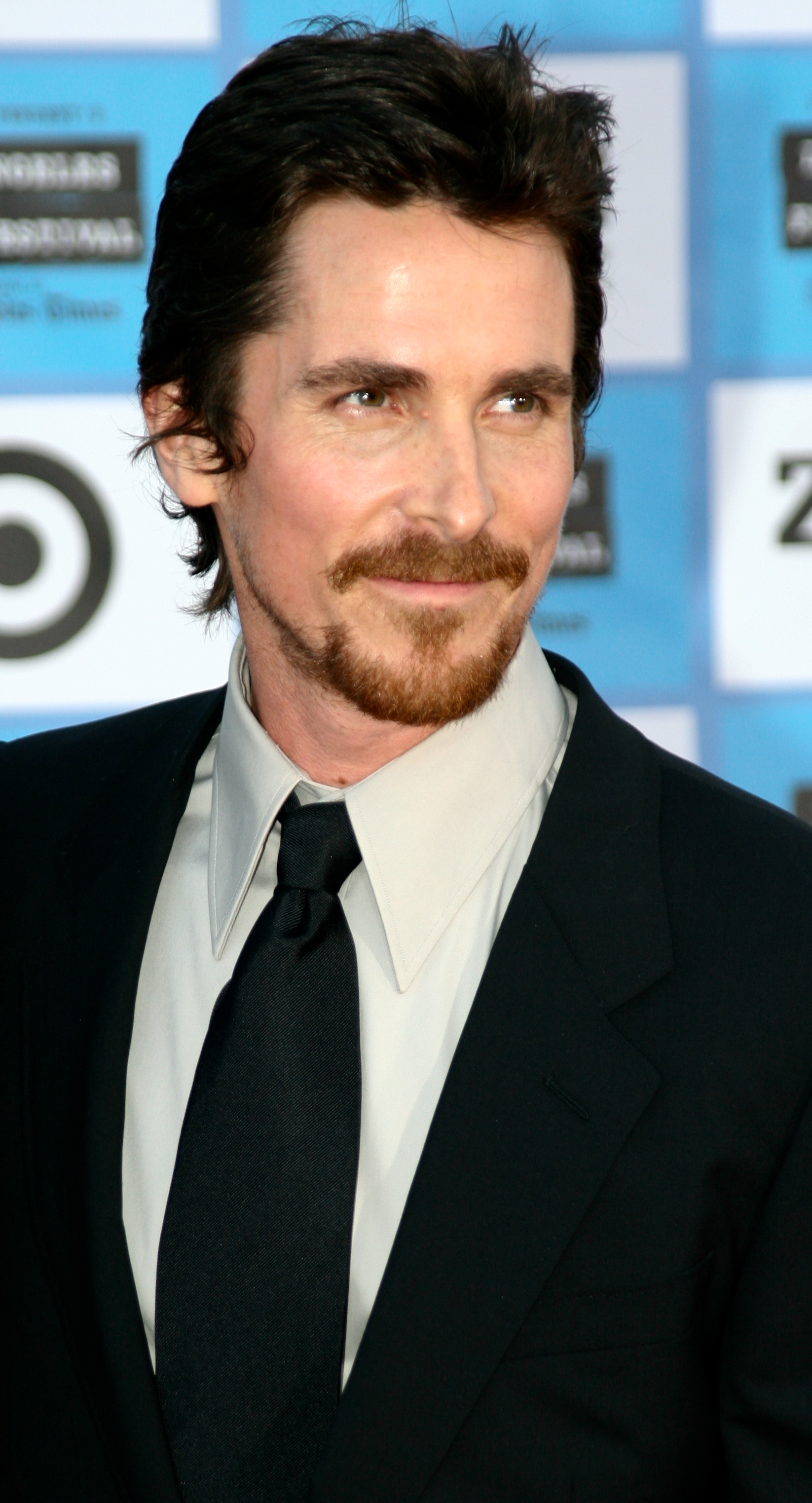
Christian Bala interpreta Russell Baze

- Woody Harrelson como Harlan DeGroat.
- Casey Affleck como Rodney Baze Jr.
- Forest Whitaker como Wesley Barnes.
- Willem Dafoe como John Petty.
- Tom Bower como Dan Dugan.
- Zoë Saldana como Lena Taylor.
- Sam Shepard como Gerald “Red” Baze.

## Produção
O diretor Scott Cooper disse sobre o final: “Este é um homem que está lutando contra sua alma e vivendo com as consequências da violência. Quando ele foi matar Harlan DeGroat, ele pensou que poderia ter ido para a prisão ou morto pela polícia. Ele nunca pensou que iria descer e que o xerife acabaria dizendo a ele: ‘Eu quero fazer isso direito.’ E ele faz”, disse Cooper sobre o final de seu filme, que se passa em um ponto sem data depois que Russell assassinou DeGroat. “Este é um homem que não se importa se vai ou não para a prisão pelo resto da vida. Esperançosamente, você encontrará paz e alegria em algum momento. Sou uma pessoa muito otimista, espero que eventualmente Russell Baze veja isso.”

## Desenvolvimento
O filme foi produzido pela Relativity Media, com Jeff Waxman, Tucker Tooley e Brooklyn Weaver atuando como produtores executivos. O diretor Scott Cooper leu um artigo sobre Braddock, Pensilvânia, uma usina siderúrgica na indústria em declínio da cidade fora de Pittsburgh, e os esforços para revitalizá-la, liderados pelo prefeito John Fetterman. Após a visita, Cooper se inspirou a usar a cidade como cenário para o filme. Cooper desenvolveu a história para The Low Dweller, um roteiro escrito por Brad Ingelsby que tinha o ator Leonardo DiCaprio e o diretor Ridley Scott contratados. O estúdio ofereceu o roteiro a Cooper, que ele reescreveu, com base em sua experiência de crescer nos Apalaches e perder um irmão ainda jovem. DiCaprio e Scott permaneceram como produtores do filme. A história não tem nada a ver com o romance histórico de 1941 Out of This Furnace [en], de Thomas Bell, ambientado em Braddock. O Hollywood Reporter informou que o orçamento do filme é de US$ 22 milhões.

## Filmagem
As filmagens principais começaram na área metropolitana de Pittsburgh em 13 de abril de 2012 e terminaram em 1 de junho de 2012. A maior parte das filmagens aconteceu em Braddock, com cenas bônus nas proximidades de North Braddock, Imperial e Rankin. O diretor de fotografia Masanobu Takayanagi filmou no formato anamórfico, Kodak 35mm. As cenas de prisão foram filmadas em Northern Panhandle, na Virgínia Ocidental, na antiga Penitenciária Estadual em Moundsville. As filmagens também aconteceram na zona rural do condado de Beaver, incluindo a cena de caça ao veado no Parque Estadual de Raccoon Creek e uma cena de moinho em Koppel. O Carrie Furnace, um forno abandonado perto de Braddock, serviu de palco para o final do filme. Christian Bale tinha uma tatuagem do código postal de Braddock, 15 104, em seu pescoço como uma homenagem ao prefeito da cidade, John Fetterman, que tem o mesmo desenho em seu braço.

## Trilha sonora
A música de Out of the Furnace foi composta por Dickon Hunchliffe. Originalmente, dizia-se que Alberto Iglesias o faria. No entanto, Hinchliffe assumiu a gravação. O vocalista do Pearl Jam, Eddie Vedder, também fez uma música para o filme. Um álbum de trilha sonora com a pontuação de Hinchliffe foi lançado digitalmente em 3 de dezembro de 2013, pelo Relativity Music Group.